# Poznań Antoninek
Poznań Antoninek – przystanek kolejowy w Antoninku, w Poznaniu, na trasie Konin - Poznań Główny. Obecnie przystanek jest obsługiwany przez pociągi spółek Koleje Wielkopolskie oraz Polregio.

## Ruch pasażerski[1]
| Rok  | Wymiana pasażerska na dobę |
| ---- | -------------------------- |
| 2017 | 300-499                    |
| 2018 | 300-499                    |
| 2019 | 300-499                    |
| 2020 | 200-299                    |
| 2021 | 300-499                    |
| 2022 | 500-699                    |
| 2023 | 700-999                    |

Od maja do sierpnia 1945 funkcjonował tu punkt przeładunkowy repatriantów z kresów wschodnich podążających na Ziemie Odzyskane (docierał tu szeroki tor).